# 37P/Форбса
Комета Форбса (37P/Forbes)  — короткопериодическая комета из семейства Юпитера, которая была открыта 1 августа 1929 года южно-африканским астрономом Александром Форбсом, когда она медленно двигалась в созвездии Микроскопа. Он оценил её магнитуду в 11,0 m. Комета обладает довольно коротким периодом обращения вокруг Солнца — чуть более 6,4 года.

Орбита кометы Форбса и её положение в Солнечной системе

## История наблюдений
Бернард Х. Доусон опубликовал первую эллиптическую орбиту 30 сентября и указывала на дату перигелия 26 июня и орбитальный период в 6,37 года. Также он отметил, что в последний раз комета находилась в перигелии в 1923 году, но была неудачно расположена для наблюдений, а до перед этим она пролетала вблизи Юпитера. На момент открытия комета уже миновала 15 июля точку максимального сближения с Землёй (0,55 а. е.) и удалялась от Солнца, поэтому долго наблюдать её не удалось — последний раз её наблюдали 22 ноября в магнитудой 16,5 m. Ожидалось, что в следующий раз комета вернётся в перигелий 16 ноября 1935 года, но обнаружить её так и не удалось.
15 июня 1942 году с помощью 24-дюймового телескопа комету восстановил бельгийский астроном ван Бисбрук. Он описал её как диффузный объект 15,0 m звёздной величины и хвостом длиной в 1 ' угловую минуту. В июле комета достигла 12,0 m, а последний раз наблюдалась 5 октября. В 1948 году комета  была восстановлена 14 мая и достигла магнитуды 15,5 m. В 1955 году восстановить её не удалось.
В 1961 году комета была восстановлена 16 января американским астрономом Элизабет Рёмер. Она описала её как диффузный объект с центральной конденсацией 20,2 m звёздной величины. После этого долгое время комета не наблюдалась. Провести повторные наблюдения кометы удалось лишь 13 февраля. Максимальной яркости в 10  m комета достигла в июле. Наблюдения продолжались вплоть до 5 декабря. Возвращение 1967 года вновь была неблагоприятным: многочисленные попытки найти комету продолжались с марта по ноябрь, но безрезультатно. 
При всех последующих возвращениях, начиная с 1974 года, комета оставалась доступной для наблюдений, а её максимальная яркость колебалась между 13,0 m и 14,0 m, лишь однажды в середине июня 1999 года на комете произошёл мощный выброс вещества, кратковременно увеличивший её яркость до 11,0 m звёздной величины.

## Сближение с планетами
В XX веке комета испытала три тесных сближения с Землёй и одно с Юпитером. В первой половине XXI века ожидается ещё четыре сближения с Землёй и одно с Юпитером.
- 0,55 а. е. от Земли 16 июля 1929 году (способствовало открытию кометы);
- 0,58 а. е. от Земли 25 июня 1961 году;
- 0,83 а. е. от Земли 14 августа 1974 году;
- 0,37 а. е. от Юпитера 30 августа 1990 году;
  - уменьшение расстояния перигелия с 1,47 а. е. до 1,45 а. е.;
  - уменьшение орбитального периода с 6,26 до 6,13 лет;
- 0,56 а. е. от Юпитера 17 октября 2001 году;
  - увеличение расстояние перигелия с 1,45 а. е. до 1,57 а. е.;
  - увеличение орбитального периода с 6,13 до 6,35 лет;
- 0,67 а. е. от Земли 20 июня 2005 году;
- 0,98 а. е. от Земли 18 августа 2018 году;
- 0,95 а. е. от Земли 30 мая 2037 году;
- 0,70 а. е. от Земли 22 июня 2050 году.